# Rewien Ramlal
Rewien Ramlal (Den Bosch, 7 maart 1994) is een voormalig Nederlands voetballer. De verdediger stond tot de zomer van 2015 onder contract bij RKC Waalwijk.

## FC Oss
Ramlal maakte zijn debuut in het professionele voetbal in de eerste competitiewedstrijd van het seizoen 2013/14 op 6 augustus 2013 uit tegen Jong FC Twente (3-0 verlies).